# Gaslighter
Gaslighter è un singolo del gruppo country-pop statunitense Dixie Chicks, pubblicato il 4 marzo 2020 come primo estratto dall'omonimo ottavo album in studio.

## Tracce
1. Gaslighter – 3:23

## Successo commerciale
Gaslighter, nella sua prima settimana completa di vendite e riproduzioni streaming, ha venduto 12 000 copie digitali, salendo in vetta alla Country Digital Song Sales e diventando la prima numero uno delle Dixie Chicks nella classifica. Nello stesso lasso di tempo ha accumulato 3,8 milioni di riproduzioni streaming e un'audience radiofonica di 1,4 milioni di ascoltatori.

## Classifiche
| Classifica (2020) | Posizione massima |
| ----------------- | ----------------- |
| Canada            | 69                |